# Villa parilis
Villa parilis är en tvåvingeart som först beskrevs av Francois 1969.  Villa parilis ingår i släktet Villa och familjen svävflugor. Inga underarter finns listade i Catalogue of Life.